# Karl Joseph Riepp

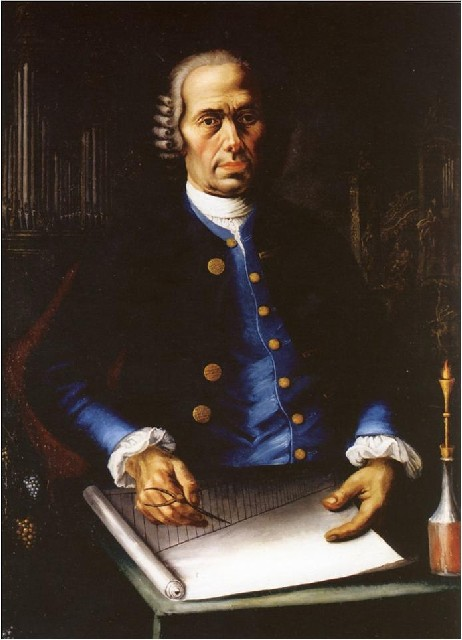
Karl Joseph Riepp

Karl Joseph Riepp (* 24. Januar 1710 in Eldern; † 5. Mai 1775 in Dijon) war ein deutscher Orgelbauer, der wegen seiner außerordentlichen Handwerkskunst das französische Bürgerrecht als königlich privilegierter Orgelbauer erhielt.

## Leben

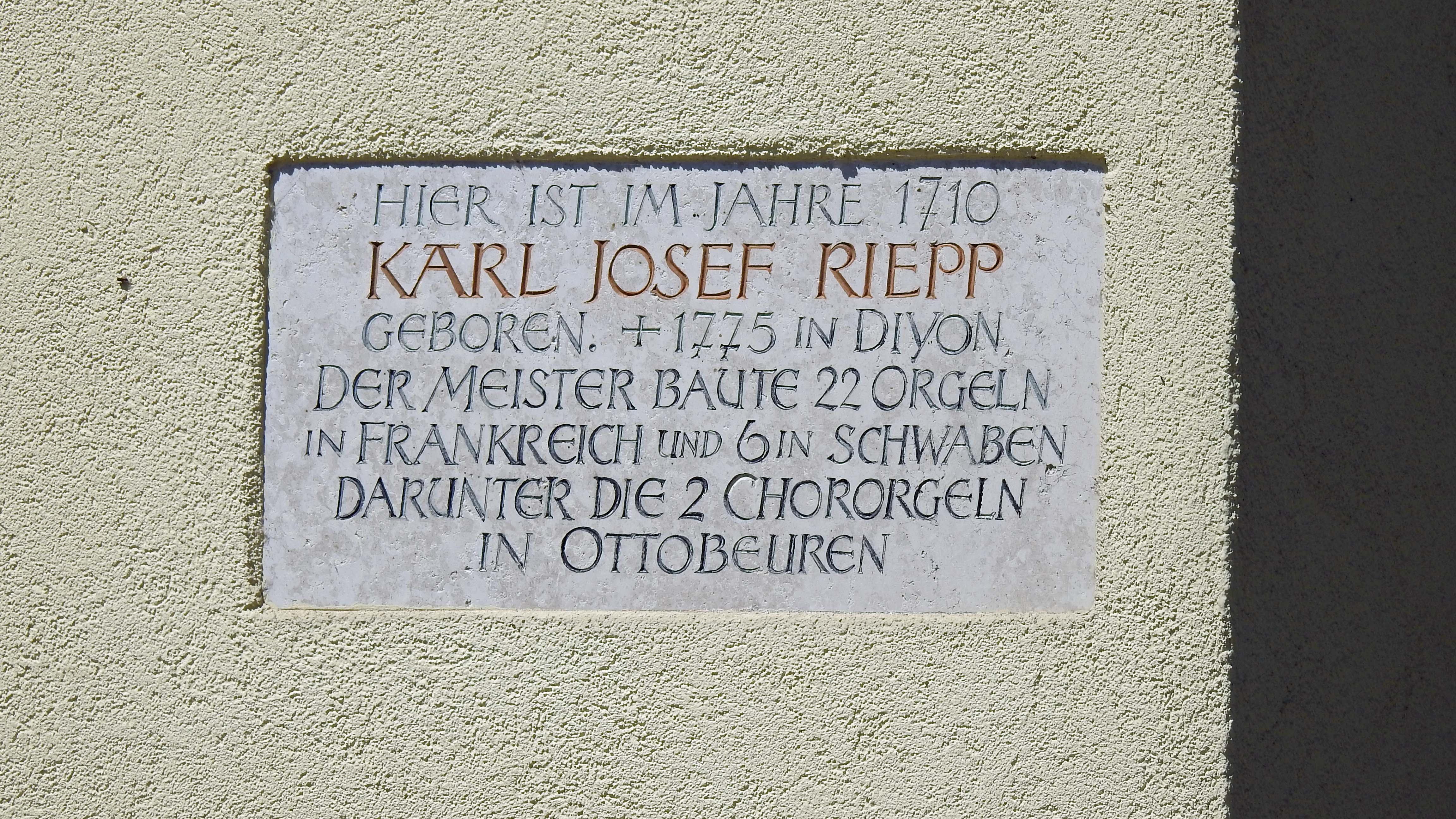
Gedenktafel am Geburtshaus in Eldern

Karl Joseph Riepp wurde am 24. Januar 1710 im oberschwäbischen Eldern bei Ottobeuren geboren. Er absolvierte seine Lehrzeit zusammen mit seinem Bruder Rupert Riepp bei Jörg Hofer in Ottobeuren. Nach 1731 zog es Karl Joseph Riepp als wandernder Geselle nach Straßburg, wo er auf Aufnahme bei Andreas Silbermann hoffte. Jedoch musste er sich dann mit Georg Friedrich Merckel (1691–1766) begnügen, der an Können und Leistung nicht mit Silbermann zu vergleichen war. Trotzdem aber konnte Riepp bei jeder Gelegenheit die Kunst von Silbermann studieren. Unter diesem Einfluss und den vertrauten Nachklängen aus Schwaben wurde Riepp mit seinen persönlich gestalteten Stileigentümlichkeiten zum begehrten Orgelbauer. 1741 heiratete er in Dole Anne Françoise Eve und ließ sich um 1742 in Dijon nieder. Dort baute er in Assoziation mit seinem Bruder Rupert Riepp für die Kathedrale St. Bénigne seine größte Orgel in Frankreich. Der junge Riepp hatte sich damit als genialer Meister bewiesen und konnte fortan mit jedem französischen Kollegen konkurrieren. Dies bezeugt im Besonderen der Auftrag für die Orgel der Ste. Chapelle du Roy in Dijon, denn wer mit diesem Orgelbau betraut wurde, musste als der erste Orgelbauer Burgunds und einer der besten des Königreiches gelten. Im Januar 1747 verlieh König Ludwig XV. den Brüdern Karl Joseph und Rupert Riepp (* 26. März 1711, † 2. Mai 1749) das französische Bürgerrecht mit der Auflage, als „Facteurs d’orgues du Roy“ im Land sesshaft zu bleiben. Mit Stolz durfte Riepp sich zu den Künstlern rechnen, sich deren Privilegien erfreuen und deshalb auch Perücke und Degen tragen. Die hohen künstlerischen Begabungen aus der Familie Riepp offenbarten sich ebenso bei seinem Cousin, dem Maler Balthasar Riepp (1703–1764).
Neben dem Orgelbau betrieb Karl Joseph Riepp Handel mit Wein aus den eigenen Weinbergen in den besten Lagen von Burgund und gelangte letztlich zu großem Reichtum. Durch ihn wurden Rebsetzlinge nach Salem exportiert, wovon sich der „Burgunder“ der Bodenseeregion überliefert.
Seine Instrumente vertreten in Konstruktion und Klanggebung den Typus der klassischen französischen Orgel. Die Dispositionen Riepps beweisen, dass er auf dem Gebiet der Akustik sehr zu Hause war und schulgemäß Wesen und Wirkung der Aliquotstimmen, ja deren Notwendigkeit im klanglichen Aufbau bewusst erkannte. Deren Mensuren und ausgezeichnete Intonation erlauben kühnste Kombinationen mit den Grundstimmen, die mit gleicher Sorgfalt entworfen und ausgeführt sind. Einen weiteren wesentlichen klanglichen Faktor bilden die Zungenstimmen. Es sind das einmal die obertonreichen, kurzbecherigen Rohrwerke mit ihren charaktervollen, unsentimentalen, zur musikalischen Linienführung geeigneten Klängen. Dann wird aber besonders noch das ganze Tonbild durch die Kornette, die glänzenden Trompeten und Clairons, durch die durchdringenden Bombarden bestimmt, deren Schallbecher abgestimmte Längen haben. Aber auch der Mixturen und Cymbeln muss gedacht werden, die Riepp gegenüber Joseph Gabler alle in normaler Chorzahl gebaut hat, die sich gut mischen und verbinden und je nach gezogenen Registern dynamisch wachsen. In den Rieppdispositionen waltet ein notwendiger Plan, wodurch alle Stimmen bedingt und unentbehrlich sind. Seine Schüler waren Joseph Ludwig Weber, Gregor Rabini, Joseph Rabini (Übernehmer der Orgelbauwerkstatt Riepps in Dijon 1777) und Johann Nepomuk Holzhey, dessen Instrumente eine Synthese aus französischen und oberschwäbischen Klangelementen darstellen.

## Werke
| Jahr      | Ort              | Kirche                                        | Bild | Manuale | Register | Bemerkungen |
| --------- | ---------------- | --------------------------------------------- | ---- | ------- | -------- | --- |
| 1737–1738 | Besançon         | Abteikirche St. Vincent, Hauptorgel           |      |         |          | In Assoziation mit Rupert Riepp erbaut (nicht erhalten). |
| 1738–1741 | Citeaux          | Abteikirche, Hauptorgel                       |      |         |          | Nicht erhalten. |
| 1740–1743 | Dijon            | Kathedrale von Dijon, Hauptorgel              |      |         | 45       | In Assoziation mit Rupert Riepp erbaut (Gehäuse original/Prospektpfeifen beim Orgelumbau im 19. Jahrhundert ersetzt/zahlreiche Register von Riepp erhalten). |
| 1741–1744 | Dijon            | Ste. Chapelle du Roy, Orgel                   |      |         | 30       | In Assoziation mit Rupert Riepp erbaut (Orgelwerk 1882 durch Neubau völlig verändert/Renaissanceprospekt in der dortigen Kirche St. Michel). |
| 1745–1753 | Autun            | Kathedrale St. Lazare, Hauptorgel             |      |         | 35       | In Assoziation mit Rupert Riepp erbaut (1875 durch Neubau ersetzt). |
| 1751      | Chalon-sur-Saône | Kathedrale St. Vincent, Orgel                 |      |         | 14       | Erhalten. |
| 1750–1754 | Dole             | Kollegiatkirche Notre-Dame, Hauptorgel        |      | IV/P    |          | Nicht überlieferte Riepp-Disposition (Gehäuse und Prospektpfeifen original/Orgelumbau im 19. Jahrhundert unter Beibehaltung des originalen Spielschrankes und 19 Registern von Riepp). |
| 1754      | Langres          | Sts-Pierre-et-Paul                            |      |         |          | 1777 durch Joseph Rabiny in die ehemalige Stiftskirche von Semur-en-Auxois transferiert. 1833 Umbau durch Joseph Callinet. |
| 1753–1756 | Beaune           | Notre-Dame, Hauptorgel                        |      | IV/P    | 37       | Verlor durch Umbau im 19. Jahrhundert den barocken Klangcharakter. →Orgel |
| 1757–1766 | Ottobeuren       | Abteikirche, Dreifaltigkeitsorgel             |      | IV/P    | 66       | Gehäuse, Prospektpfeifen, Spielschrank, Mechanik und Disposition original erhalten. |
| 1762–1766 | Ottobeuren       | Abteikirche, Heilig-Geist-Orgel               |      | II/P    | 27       | Gehäuse, Prospektpfeifen, Spielschrank, Mechanik und Disposition original erhalten. |
| 1763–1764 | Besançon         | Kathedrale St. Jean l’Evangeliste, Hauptorgel |      |         | 21 (?)   | Umgebaut und auf 40 Register erweitert. |
| 1765–1766 | Besançon         | St. Jean Baptiste, Orgelpositiv               |      |         | 8        | Nicht erhalten |
| 1766–1768 | Salem            | Salemer Münster, Liebfrauenorgel              |      | III/P   | 43       | Nach der Säkularisation der Abtei wurde die Liebfrauenorgel in die Stadtkirche von Winterthur (Foto) transferiert (13 Register von Riepp erhalten). Das zugehörige Brüstungspositiv kam in die Kirche St. Laurent in Charmey und bildet den Mittelteil der Orgel (Prospektpfeifen von Riepp erhalten). |
| 1769–1773 | Salem            | Salemer Münster, Dreifaltigkeitsorgel         |      | III/P   | 46       | Mechanik und Disposition von Riepp beim Um- bzw. Neubau 1901 völlig verändert, Gehäuse mit den originalen Prospektpfeifen erhalten. |
| 1771–1774 | Salem            | Salemer Münster, Tabernakelorgel              |      | III/P   | 34       | Von der Tabernakelorgel wurden bereits um 1780 zahlreiche Register ausgebaut und in die Kästen des Chorgestühls eingefügt, so dass die Chororgel auf 27 Register anwuchs. Dieses Orgelwerk wurde nach Überlingen verkauft und war bis 1888 fast lückenlos im Münster erhalten (verschollen). Die leeren zweiteiligen Gehäuse mit den nicht mehr erhaltenen Prospektpfeifen fanden in der Kirche St. Stephan in Konstanz Verwendung, wo die ursprüngliche Zweiteiligkeit der Gehäuse durch mittigen Zubau verbunden ist (Foto); das zugehörige Brüstungspositiv ist verschollen. |
|           | Salem            | Salemer Münster, Orgue Ordinaire (Chororgel)  |      | I/P     | 11       | |
| 1769      | Besançon         | Orgel für den Intendanten von Besançon        |      |         |          | Verschollen |